# Estadio Nacional Doroteo Guamuch Flores
Het Estadio Nacional Doroteo Guamuch Flores is een multifunctioneel stadion in Guatemala-Stad, de hoofdstad van Guatemala. In het stadion is plaats voor 30.000 toeschouwers. Het is geopend op 18 augustus 1950. Het stadion is vernoemd naar Mateo Flores (1922–2011), een marathonloper uit Guatemala.

## Gebruik
Het stadion wordt vooral gebruikt voor voetbalwedstrijden, de voetbalclub CSD Municipal maakt gebruik van dit stadion, ook het nationale voetbalelftal van Guatemala speelt weleens een internationale wedstrijd in dit stadion. In 2005 werd hier de UNCAF Nations Cup 2005, een voetbaltoernooi, georganiseerd. Er zijn ook faciliteiten om atletiekwedstrijden te organiseren.